# Honda栃木サイクリングクラブ
ホンダ栃木サイクリングクラブ（ホンダとちぎサイクリングクラブ）は、1991に発足した本田技術研究所自転車部をもとに、栃木県芳賀郡芳賀町を拠点にし、栃木県にゆかりのあるフルタイムワーカーで構成されている自転車ロードレースのチーム。2011年シーズンよりJエリートツアーに、2015年シーズンよりJプロツアーに参戦し、2020年以降Jエリートツアーカテゴリー登録チームとなっている。
「アマチュア選手にJプロツアーで走る環境を提供 プロとアマチュアの橋渡し役」をチームコンセプトとしている。

## 沿革
- 1991年 - 本田技術研究所自転車部発足[1]
- 2009年 - 本田技術研究所自転車同好会発足[2]
- 2011年 - Jエリートツアー参戦
- 2012年 - Jエリートツアー チームランキング13位
- 2014年 - Jエリートツアーチームランキング総合優勝[1]
- 2015年 - Jプロツアー参戦
  - Jプロツアー チームランキング20位[1]
- 2016年 - Jプロツアー チームランキング12位
- 2020年 - JBCFエリートツアーカテゴリー登録競技チームになる[3]

## チーム構成
出典：
- Jプロツアー出場：Honda 栃木
- Jフェミニンツアー出場: Honda 栃木
- Jエリートツアー出場: Honda 栃木 JET

## Honda栃木 2017年陣容
|        | 氏名       | 脚質             | 備考                                     |
| ------ | ---------- | ---------------- | ---------------------------------------- |
| 主将   | 小林宏志   | オールラウンダー |                                          |
| 副主将 | 河合貴明   | パンチャー       |                                          |
| 選手   | 水間健     | パンチャー       |                                          |
| 選手   | 平野宏明   | クライマー       |                                          |
| 選手   | 石井祥平   | オールラウンダー |                                          |
| 選手   | 阿部航大   | パンチャー       |                                          |
| 選手   | 上野裕樹   | パンチャー       |                                          |
| 選手   | 小泉亮一   | クライマー       | Honda栃木JETから昇格                     |
| 選手   | 山藤祐輔   | ルーラー         | アーティファクトレーシングチームより移籍 |
| 選手   | 小田恵利花 | パンチャー       |                                          |
| 監督   | 小林一郎   |                  |                                          |
| コーチ | 福本滝男   |                  |                                          |

## 過去の所属選手
| 氏名     | 脚質       | 所属年 | 移籍先                           |
| -------- | ---------- | ------ | -------------------------------- |
| 川田勇作 | パンチャー | 2016   | 群馬グリフィン・レーシングチーム |